# Geraldine Finlayson
Geraldine Finlayson (nascida a 31 de Outubro de 1969) é uma vice-responsável do património de Gibraltar, além de diretora do Instituto de Estudos de Gibraltar e cientista chefe de laboratório do Museu de Gibraltar. Foi diretora do John Mackintosh Hall até Outubro de 2011. Teve um papel decisivo no desenvolvimento do "método Gibraltar" de pesquisa arqueológica, especialmente subaquática, e é membro da equipe de cientistas que têm feito importantes descobertas sobre a natureza da cultura neandertal.

## Infância e educação
Finlayson nasceu em Gibraltar e estudou na Gilbraltar Girls Comprehensive School.
Finlayson obteve seu doutorado em 2006 pela Universidade de Anglia Ruskin, Cambridge, Reino Unido, onde apresentou a tese "Clima, vegetação e biodiversidade: um estudo a escala-múltipla do sul da Península Ibérica".

## Carreira
Trabalhou no serviço público do governo de Gibraltar de 1981 a 1993. Durante anos, Finlayson tem estudado a presença do Homem do Neandethal em Gibraltar, tendo realizado várias escavações na região, inclusive debaixo d'água.
Foi ditetora do John Mackintosh Hall entre 1993 -2011. Durante esse periodo, supervisionou muitos eventos públicos, incluindo conferências, exposições e concertos.
Co-diretora da Unidade de Pesquisa Subaquática (URU), cujas atividades incluem o levantamento do fundo marítimo e das cavernas do Projeto “Gibraltar Caves”, a realização duma pesquisa abrangente sobre o Património Submerso de Gibraltar para o Banco de Dados do Patrimonio e a realização de pesquisas de naufrágios e pesquisa de pré-perturbações em sítios arqueológicos.

### Interesses de pesquisa
Os campos de interesse na na de Finlayson incluem a relação entre clima, vegetação, características da paisagem e biodiversidade; os padrões de distribuição espaço-temporal da vegetação e dos animais, concentrando-se principalmente na Península Ibérica Meridional e no Quaternário;  as influências culturais no desenvolvimento da "cozinha de Gibraltar"; e o estudo da "herança cultural subaquática" de Gilbraltar.

### Capacidade cognitiva dos neandertais
Em Setembro 2012, a equipe do Gibraltar Museum, liderada por Clive Finlayson e incluindo Geraldine Finlayson, publicou um artigo na revista PLOS One, "Birds of a feather", que argumentava que "os neandertais tinham capacidade cognitiva que lhes permitia pensar simbolicamente possivelmente pelo recurso à ornamentação". Isso foi descrito por Clive Finlayson como "um grande avanço" no entendimento dos neandertais. Em suma, a mensagem era "que os neandertais eram 'pessoas pensantes' e capazes de extrair do meio ambiente", por exemplo "cortando as penas e os ossos internos das aves de rapina que capturavam, deixando as  carapaças  externas e usando-as como ornamentos, como é o caso noutras culturas espalhadas pelo mundo ".

## Livros
- A plataforma costeira do Mediterrâneo e além: corredor e refúgio para populações humanas no Pleistoceno (editado por Geoffrey Bailey, José S. Carrión, Darren A. Fa, Clive Finlayson e Joaquín Rodríguez-Vidal)[4]
- Biogeografia das colonizações e extinções humanas no Pleistoceno (com Clive Finlayson e Darren Fa)
- O nicho do habitat Homo: Usando o registro fóssil aviário para descrever características ecológicas dos homininos da Eurásia do Paleolítico (com Clive Finlayson et al. )
- Gibraltar no final do milênio: um retrato de uma terra em mudança (com Clive Finlayson), 1999[5]

## Artigos académicos selecionados
- "O nicho do habitat Homo: usando o registro fóssil aviário para descrever características ecológicas dos hominídeos euro-asiáticos paleolíticos" (com Clive Finlayson, José Carrión, Kimberly Brown, Antonio Sánchez-Marco, Darren Fa, Joaquín Rodríguez-Vidal, Santiago Fernández, Elena Fierro, Marco Bernal-Gómez, Francisco Giles-Pacheco), Quaternary Science Reviews, vol. 30, n. 11, pp.   1525-1532, 2011.
- "O uso mais antigo dos recursos marinhos pelos neandertais" (com Miguel Cortés-Sánchez, Arturo Morales-Muñiz, Maria D. Simón-Vallejo, Maria C. Lozano-Francisco, José L. Vera-Peláez, Clive Finlayson, Joaquín Rodríguez-Vidal Antonio Delgado-Huertas, Francisco J. Jiménez-Espejo, Francisca Martínez-Ruiz, M. Aranzazu Martínez-Aguirre, Arturo J. Pascual-Granged), PLOS One, vol. 6, n. 9 de 2011.
- "Um reservatório costeiro de biodiversidade para populações humanas do Pleistoceno Superior: investigações paleoecológicas na caverna de Gorham (Gibraltar) no contexto da Península Ibérica" (com JS Carrión, C. Finlayson, S. Fernández, E. Allué, JA López-Sáez, P. López-García, G. Gil-Romera, G. Bailey, P. González-Sampériz). Quaternary Science Reviews, vol. 27, n. 23, pp.   2118-2135, 2008.
- "Cavernas como arquivos de mudanças ecológicas e climáticas no Pleistoceno - O caso da caverna de Gorham, Gibraltar" (com C. Finlayson, F. Giles Pacheco, J. Rodriguez Vidal, JS Carrión, JS Carrión, JM Recio Espejo). Quaternary International, vol. 181, n. 1, pp.   55-63, 2008.
- Gorham's Cave, Gibraltar - A persistência de uma população neandertal "(com Clive Finlayson, Darren A. Fa, Francisco Jiménez Espejo, Jóse S. Carrión, Francisco Giles Pacheco, Joaquín Rodríguez Vidal, Chris Stringer, Francisca Martínez Ruiz). Internacional Quaternário - QUATERN INT, vol. 181, n. 1, pp.   64-71, 2008.
- "A plataforma costeira do Mediterrâneo e além: corredor e refúgio para populações humanas no Pleistoceno" (com Geoff Bailey, José S. Carrión, Darren A. Fa, Clive Finlayson, Joaquín Rodríguez-Vidal). Quaternary Science Reviews, vol. 27, n. 23, pp.   2095-2099, 2008.
- Dinâmica de um ambiente costeiro termo-mediterrâneo - o Parque Nacional Coto Doñana "(com Clive Finlayson, JM Recio Espejo). Quaternary Science Reviews, vol. 27, n. 23, pp.   2145-2152, 2008.
- "Forçamento climático e extinção de neandertais no sul da Península Ibérica: informações de um registro marinho multiproxy" (com Francisco J. Jiménez-Espejo, Francisca Martínez-Ruiz, Clive Finlayson, Adina Paytan, Tatsuhiko Sakamoto, Miguel Ortega-Huertas, Koichi Iijima, David Gallego -Torres, Darren Fa). Quaternary Science Reviews, vol. 26, n. 7, pp.   836-52, 2007.
- Os modernos mataram os neandertais? Resposta a F. d'Errico e Sánchez Goñi "(com Clive Finlayson, Darren A. Fa, Francisco Giles Pacheco, Joaquin Rodrı́guez Vidal). Quaternary Science Reviews, vol. 23, n. 9, pp.   1205-1209, 2004.
- Os modernos mataram os neandertais? Resposta a F. d'Errico e Sanchez Goni "(com C. Finlayson, DA Fa, FG Pacheco, JR Vidal). Quaternary Science Reviews, vol. 23, pp.   1205-1209, 2004.
- Transições ecológicas - mas para quem? Uma perspectiva do Pleistoceno "(com Clive Finlayson, Antonio Monclova, José S. Carrión, Darren A. Fa, Joaquín Rodríguez-Vidal, Elena Fierro, Santiago Fernández, Marco Bernal-Gómez, Francisco Giles-Pacheco).  Paleogeografia, Paleoclimatologia, Paleoecologia .
- "As ferramentas dos últimos neandertais: caracterização morfotécnica da indústria lítica no nível IV da caverna de Gorham, Gibraltar" (com Francisco Giles Pacheco, Francisco J. Giles Guzmán, José Maria Gutiérrez López, Antonio Santiago Pérez, Clive Finlayson, Joaquín Rodríguez Vidal Darren A. Fa). Internacional Quaternário .
- ”O registro altitudinal de câmbio escalável em séries pleistocenas das Béticas ocidentais Evidências de mudanças climáticas em diferentes altitudes dentro das regiões cársticas da Faixa Bética ocidental durante o Pleistoceno tardio" (com J. Rodríguez-Vidal, LM Cáceres, A. Martínez -Aguirre, JM Alcaraz, C. Finlayson).

## Honras e prémios
Em 2003, Finlayson e a equipe do Museu de Gibraltar receberam o primeiro prémio no programa "Adopte um naufrágio" da National Archeological Society pelo trabalho coletivo no arrastão armado HMS Erin, e em 2006 Geraldine recebeu o Gibraltar Award na Lista de Honras de Aniversário da Rainha.

## Vida pessoal
O marido de Finlayson, Clive Finlayson, é um ecologista evolucionário também ligado ao Museu de Gibraltar e que, juntamente com a esposa, participa em escavações nas cavernas neandertais de Gibraltar e noutros locais. Ele tem um blog sobre essas atividades em clivehumanevo.blogspot.com, e ambos colaboraram em muitos jornais e outros trabalhos escritos. É autor do livro Neandertais e seres humanos modernos. O casal tem um filho.